# 도미오카촌 (니가타현)
도미오카촌(富岡村)은 니가타현 사도군에 설치되었던 촌이다. 1901년 11월 1일 도미오카촌 및 가와사키촌, 메이지촌, 아가타촌 등 4개 촌이 합병, 가와사키촌이 신설되고 폐지되었다.